# Mistrzostwa Polski w Łucznictwie 2015
Mistrzostwa Polski w Łucznictwie 2015 – 79. edycja mistrzostw, która odbyła się w dniach 24–27 września 2015 roku na torach łuczniczych Zrywu Dobrcz w Dobrczu.

## Medaliści

### Strzelanie z łuku klasycznego
Mężczyźni
| Konkurencja                | Złoto                                                                                        | Srebro                                                                   | Brąz                                                                                    |
| Generalna indywidualnie    | Adam Jurzak (Unia Pielgrzymka)                                                               | Wiktor Wojciechowski (Zryw Dobrcz)                                       | Sławomir Napłoszek (Marymont Warszawa)                                                  |
| Generalna indywidualnie    | Adam Jurzak (Unia Pielgrzymka)                                                               | Wiktor Wojciechowski (Zryw Dobrcz)                                       | Roman Pękalski (Marymont Warszawa)                                                      |
| Generalna drużynowo        | Marymont Warszawa I Sławomir Napłoszek Kacper Sierakowski Ludwik Pietrusiński Roman Pękalski | Społem Łódź Marek Safran Jakub Szafarz Michał Basiuras                   | Zryw Dobrcz Wiktor Wojciechowski Kamil Brążkiewicz Arkadiusz Smoliński Patryk Tikwiński |
| Generalna drużynowo        | Marymont Warszawa I Sławomir Napłoszek Kacper Sierakowski Ludwik Pietrusiński Roman Pękalski | Społem Łódź Marek Safran Jakub Szafarz Michał Basiuras                   | AZS Poznań Aleksander Michalski Oskar Strecker Mateusz Ogrodowczyk Michał Czapczyk      |
| Zawody indywidualne (30 m) | Kasper Helbin (Obuwnik Prudnik)                                                              | Wojciech Lubera (Strzelec Legnica)                                       | Maciej Fałdziński (Stella Kielce)                                                       |
| Zawody indywidualne (30 m) | Kasper Helbin (Obuwnik Prudnik)                                                              | Wojciech Lubera (Strzelec Legnica)                                       | Jacek Kwaczyński (Sokół Radom)                                                          |
| Zawody indywidualne (50 m) | Paweł Marzec (Talent Wrocław)                                                                | Kasper Helbin (Obuwnik Prudnik)                                          | Jacek Kwaczyński (Sokół Radom)                                                          |
| Zawody indywidualne (50 m) | Paweł Marzec (Talent Wrocław)                                                                | Kasper Helbin (Obuwnik Prudnik)                                          | Piotr Nowak (Karima Prząsław)                                                           |
| Zawody indywidualne (70 m) | Adam Jurzak (Unia Pielgrzymka)                                                               | Wiktor Wojciechowski (Zryw Dorbcz)                                       | Sławomir Napłoszek (Marymont Warszawa)                                                  |
| Zawody indywidualne (70 m) | Adam Jurzak (Unia Pielgrzymka)                                                               | Wiktor Wojciechowski (Zryw Dorbcz)                                       | Roman Pękalski (Marymont Warszawa)                                                      |
| Zawody indywidualne (90 m) | Adam Jurzak (Unia Pielgrzymka)                                                               | Piotr Nowak (Karima Prząsław)                                            | Kacper Sierakowski (Marymont Warszawa)                                                  |
| Zawody indywidualne (90 m) | Adam Jurzak (Unia Pielgrzymka)                                                               | Piotr Nowak (Karima Prząsław)                                            | Maciej Fałdziński (Stella Kielce)                                                       |
| Zawody drużynowe (30 m)    | Marymont Warszawa I Kacper Sierakowski Sławomir Napłoszek Ludwik Pietrusiński                | Stella Kielce I Maciej Fałdziński Michał Detka Hubert Soboń              | Sokół Radom Tomasz Maliszewski Jacek Kwaczyński Robert Kornafel Przemysław Sułek        |
| Zawody drużynowe (30 m)    | Marymont Warszawa I Kacper Sierakowski Sławomir Napłoszek Ludwik Pietrusiński                | Stella Kielce I Maciej Fałdziński Michał Detka Hubert Soboń              | Dąbrovia Dąbrowa Tarnowska Bartosz Skowron Grzegorz Warias Dawid Kot                    |
| Zawody drużynowe (50 m)    | Społem Łódź Marek Szafran Jakub Szafarz Michał Basiuras                                      | Stella Kielce I Maciej Fałdziński Hubert Soboń Michał Detka              | Dąbrovia Dąbrowa Tarnowska Grzegorz Warias Bartosz Skowron Dawid Kot                    |
| Zawody drużynowe (50 m)    | Społem Łódź Marek Szafran Jakub Szafarz Michał Basiuras                                      | Stella Kielce I Maciej Fałdziński Hubert Soboń Michał Detka              | Marymont Warszawa I Sławomir Napłoszek Kacper Sierakowski Roman Pękalski                |
| Zawody drużynowe (70 m)    | Marymont Warszawa I Sławomir Napłoszek Kacper Sierakowski Ludwik Pietrusiński                | Społem Łódź Marek Szafran Jakub Szafarz Michał Basiuras                  | Zryw Dorbcz II Wiktor Wojciechowski Kamil Brążkiewicz Arkadiusz Smoliński               |
| Zawody drużynowe (70 m)    | Marymont Warszawa I Sławomir Napłoszek Kacper Sierakowski Ludwik Pietrusiński                | Społem Łódź Marek Szafran Jakub Szafarz Michał Basiuras                  | OŚ AZS Poznań Aleksander Michalski Oskar Strecker Mateusz Ogrodowczyk                   |
| Zawody drużynowe (90 m)    | Stella Kielce I Maciej Fałdziński Michał Detka Hubert Soboń                                  | Marymont Warszawa I Kacper Sierakowski Sławomir Napłoszek Roman Pękalski | AZS Poznań Aleksander Michalski Mateusz Ogrodowczyk Oskar Strecker Mateusz Malak        |
| Zawody drużynowe (90 m)    | Stella Kielce I Maciej Fałdziński Michał Detka Hubert Soboń                                  | Marymont Warszawa I Kacper Sierakowski Sławomir Napłoszek Roman Pękalski | Społem Łódź Marek Szafran Michał Basiuras Jakub Szafarz Juliusz Lerman                  |

Kobiety
| Konkurencja                | Złoto                                                                                | Srebro                                                                                | Brąz                                                                                       |
| Generalna indywidualnie    | Adrianna Trzebińska (Talent Wrocław)                                                 | Wioleta Myszor (Łucznik Żywiec)                                                       | Marta Maciejewska (Stella Kielce)                                                          |
| Generalna indywidualnie    | Adrianna Trzebińska (Talent Wrocław)                                                 | Wioleta Myszor (Łucznik Żywiec)                                                       | Milena Olszewska (Start Gorzów Wielkopolski)                                               |
| Generalna drużynowo        | Unia Pielgrzymka Adriana Żurańska Monika Wierzchowska Monika Jurzak                  | Stella Kielce Marta Maciejewska Małgorzata Góral Karolina Sorys                       | Łucznik Żywiec I Wioleta Myszor Sylwia Zyzańska Natalia Leśniak Joanna Rząsa               |
| Generalna drużynowo        | Unia Pielgrzymka Adriana Żurańska Monika Wierzchowska Monika Jurzak                  | Stella Kielce Marta Maciejewska Małgorzata Góral Karolina Sorys                       | Sokół Radom Anna Łęcka-Dobrowolska Małgorzata Sobieraj Małgorzata Pietrzyk Joanna Gorczyca |
| Zawody indywidualne (30 m) | Natalia Leśniak (Łucznik Żywiec)                                                     | Karina Garnik (MRKS Gdańsk)                                                           | Zuzanna Ćwiklińska (Hubal Białystok)                                                       |
| Zawody indywidualne (30 m) | Natalia Leśniak (Łucznik Żywiec)                                                     | Karina Garnik (MRKS Gdańsk)                                                           | Marta Maciejewska (Stella Kielce)                                                          |
| Zawody indywidualne (50 m) | Karolina Farasiewicz (Obuwnik Prudnik)                                               | Natalia Leśniak (Łucznik Żywiec)                                                      | Marta Maciejewska (Stella Kielce)                                                          |
| Zawody indywidualne (50 m) | Karolina Farasiewicz (Obuwnik Prudnik)                                               | Natalia Leśniak (Łucznik Żywiec)                                                      | Maria Chrostowska (Marymont Warszawa)                                                      |
| Zawody indywidualne (60 m) | Natalia Leśniak (Łucznik Żywiec)                                                     | Kamila Napłoszek (Marymont Warszawa)                                                  | Maria Chrostowska (Marymont Warszawa)                                                      |
| Zawody indywidualne (60 m) | Natalia Leśniak (Łucznik Żywiec)                                                     | Kamila Napłoszek (Marymont Warszawa)                                                  | Wioleta Myszor (Łucznik Żywiec)                                                            |
| Zawody indywidualne (70 m) | Adrianna Trzebińska (Talent Wrocław)                                                 | Wioleta Myszor (Łucznik Żywiec)                                                       | Marta Maciejewska (Stella Kielce)                                                          |
| Zawody indywidualne (70 m) | Adrianna Trzebińska (Talent Wrocław)                                                 | Wioleta Myszor (Łucznik Żywiec)                                                       | Milena Olszewska (Start Gorzów Wielkopolski)                                               |
| Zawody drużynowe (30 m)    | Łucznik Żywiec I Natalia Leśniak Wioleta Myszor Joanna Rząsa Sylwia Zyzańska         | Marymont Warszawa Ewa Sobieraj Aleksandra Kwiecień Maria Chrostowska Kamila Napłoszek | Talent Wrocław Adrianna Trzebińska Anna Huk Anna Futyma Maja Banaszewska-Dudek             |
| Zawody drużynowe (30 m)    | Łucznik Żywiec I Natalia Leśniak Wioleta Myszor Joanna Rząsa Sylwia Zyzańska         | Marymont Warszawa Ewa Sobieraj Aleksandra Kwiecień Maria Chrostowska Kamila Napłoszek | Społem Łódź Magdalena Śmiałkowska Katarzyna Żakieta Martyna Kalwinek                       |
| Zawody drużynowe (50 m)    | Obuwnik Prudnik Magdalena Śmiałkowska Martyna Kalwinek Zuzanna Antczak Dominika Byra | Łucznik Żywiec I Wioleta Myszor Natalia Leśniak Sylwia Zyzańska Joanna Rząsa          | Stella Kielce Małgorzata Góral Marta Maciejewska Karolina Sorys                            |
| Zawody drużynowe (50 m)    | Obuwnik Prudnik Magdalena Śmiałkowska Martyna Kalwinek Zuzanna Antczak Dominika Byra | Łucznik Żywiec I Wioleta Myszor Natalia Leśniak Sylwia Zyzańska Joanna Rząsa          | Marymont Warszawa Kamila Napłoszek Maria Chrostowska Ewa Sobieraj Aleksandra Kwiecień      |
| Zawody drużynowe (60 m)    | Społem Łódź Katarzyna Żakieta Magdalena Śmiałkowska Martyna Kalwinek                 | Łucznik Żywiec I Wioleta Myszor Natalia Leśniak Sylwia Zyzańska                       | Unia Pielgrzymka Monika Wierzchowska Monika Jurzak Adriana Żurańska                        |
| Zawody drużynowe (60 m)    | Społem Łódź Katarzyna Żakieta Magdalena Śmiałkowska Martyna Kalwinek                 | Łucznik Żywiec I Wioleta Myszor Natalia Leśniak Sylwia Zyzańska                       | Marymont Warszawa Kamila Napłoszek Maria Chrostowska Aleksandra Kwiecień                   |
| Zawody drużynowe (70 m)    | Unia Pielgrzymka Adriana Żurańska Monika Wierzchowska Monika Jurzak                  | Stella Kielce Marta Maciejewska Małgorzata Góral Karolina Sorys                       | Łucznik Żywiec I Wioleta Myszor Sylwia Zyzańska Natalia Leśniak                            |
| Zawody drużynowe (70 m)    | Unia Pielgrzymka Adriana Żurańska Monika Wierzchowska Monika Jurzak                  | Stella Kielce Marta Maciejewska Małgorzata Góral Karolina Sorys                       | Sokół Radom Anna Łęcka-Dobrowolska Małgorzata Sobieraj Małgorzata Pietrzyk                 |

Konkurencje mieszane
| Konkurencja            | Złoto                                             | Srebro                                                  | Brąz                                                  |
| Generalna              | Społem Łódź Magdalena Śmiałkowska Marek Szafran   | Obuwnik Prudnik Karolina Farasiewicz Kasper Helbin      | Łucznik Żywiec I Wioleta Myszor Damian Goły           |
| Generalna              | Społem Łódź Magdalena Śmiałkowska Marek Szafran   | Obuwnik Prudnik Karolina Farasiewicz Kasper Helbin      | Stella Kielce I] Małgorzata Góral Maciej Fałdziński   |
| Zawody mieszane (50 m) | Obuwnik Prudnik I Milena Barakońska Kasper Helbin | Marymont Warszawa I Kamila Napłoszek Sławomir Napłoszek | Stella Kielce II Marta Maciejewska Hubert Soboń       |
| Zawody mieszane (50 m) | Obuwnik Prudnik I Milena Barakońska Kasper Helbin | Marymont Warszawa I Kamila Napłoszek Sławomir Napłoszek | Stella Kielce I Małgorzata Góral Maciej Fałdziński    |
| Zawody mieszane (70 m) | Obuwnik Prudnik I Milena Barakońska Kasper Helbin | Unia Pielgrzymka I Adriana Żurańska Adam Jurzak         | Społem Łódź I Katarzyna Żakieta Marek Szafran         |
| Zawody mieszane (70 m) | Obuwnik Prudnik I Milena Barakońska Kasper Helbin | Unia Pielgrzymka I Adriana Żurańska Adam Jurzak         | Talent Wrocław II Maja Banaszewska-Dudek Paweł Marzec |

### Strzelanie z łuku bloczkowego
| Konkurencja           | Złoto                                                             | Srebro                                                          | Brąz                                                              |
| Indywidualne mężczyzn | Konrad Przesmycki (ROKIS Radzymin)                                | Jan Wojtas (Strzelec Legnica)                                   | Marcin Affek (Marymont Warszawa)                                  |
| Indywidualne mężczyzn | Konrad Przesmycki (ROKIS Radzymin)                                | Jan Wojtas (Strzelec Legnica)                                   | Robert Staniewicz (Marymont Warszawa)                             |
| Indywidualne kobiet   | Katarzyna Szałańska (Strzelec Legnica)                            | Ewa Płoszaj (Orlik Goleszów)                                    | Magdalena Zarzycka (MGOKiS Dobczyce)                              |
| Indywidualne kobiet   | Katarzyna Szałańska (Strzelec Legnica)                            | Ewa Płoszaj (Orlik Goleszów)                                    | Anna Stanieczek (Grot Zabierzów)                                  |
| Drużynowo mężczyzn    | Marymont Warszawa I Marcin Affek Robert Staniewicz Witold Madziar | Strzelec Legnica I Jan Wojtas Krzysztof Gorczyca Mariusz Walada | Złota Strzała Żywiec Łukasz Lach Jerzy Więzik Stanisław Mroszczyk |
| Drużynowo mężczyzn    | Marymont Warszawa I Marcin Affek Robert Staniewicz Witold Madziar | Strzelec Legnica I Jan Wojtas Krzysztof Gorczyca Mariusz Walada | Strzelec Legnica II Jerzy Dzikowski Ireneusz Cieślak Maciej Łaba  |
| Drużynowo mieszane    | Strzelec Legnica I Katarzyna Szałańska Jan Wojtas                 | Marymont Warszawa Joanna Austyn-Gawryś Marcin Affek             | Strzelec Legnica III Paulina Ostrowska Jerzy Dzikowski            |
| Drużynowo mieszane    | Strzelec Legnica I Katarzyna Szałańska Jan Wojtas                 | Marymont Warszawa Joanna Austyn-Gawryś Marcin Affek             | Strzelec Legnica I Agata Pogoda Krzysztof Gorczyca                |